# Eriocnemis nigrivestis
Az Eriocnemis nigrivestis a madarak (Aves) osztályának sarlósfecske-alakúak (Apodiformes) rendjébe és a kolibrifélék (Trochilidae) családjába tartozó faj.

## Rendszerezése
A fajt Jules Bourcier és Étienne Mulsant írták le 1852-ben, a Trochilus nembe Trochilus nigrivestis néven.

## Előfordulása
Dél-Amerika északnyugati részén, az Andokban, Ecuador területén honos. Természetes élőhelyei a  szubtrópusi vagy trópusi hegyi esőerdők. Állandó nem vonuló faj.

## Megjelenése
Testhossza 9 centiméter.

## Természetvédelmi helyzete
Az elterjedési területe rendkívül kicsi, csak két helyről ismert, egyedszáma 100-150 példány közötti és csökken. A Természetvédelmi Világszövetség Vörös listáján veszélyeztetett fajként szerepel.